# Zsolt Gyulai
Zsolt Gyulay (Vác, 12 settembre 1964) è un ex canoista ungherese.
Alle Olimpiadi di Seul 1988 ha vinto due titoli olimpici, nel K1 500 m e nel K4 1000 m. A Barcellona 1992 ha invece vinto la medaglia d'argento nelle stesse gare.

## Palmarès
- Olimpiadi
  - Seul 1988: oro nel K1 500 m e K4 1000 m.
  - Barcellona 1992: argento nel K1 500 m e K4 1000 m.

- Mondiali
  - 1986: argento nel K1 500 m, K1 1000 m e K4 1000 m.
  - 1987: oro nel K4 1000 m e argento nel K1 1000 m.
  - 1989: oro nel K1 1000 m e K4 1000 m.
  - 1990: oro nel K4 1000 m.
  - 1991: oro nel K4 1000 m, bronzo nel K1 500 m e K2 500 m.
  - 1993: argento nel K4 1000 m e bronzo nel K4 500 m.
  - 1995: argento nel K2 500 m e K4 1000 m, bronzo nel K2 200 m.